# Adjido
Adjido è un arrondissement del Benin situato nella città di Toviklin (dipartimento di Kouffo) con 10.741 abitanti (dato 2006).